# Daan Kagchelland
Daniël Marinus Johannes Kagchelland, detto Daan (Rotterdam, 25 marzo 1914 – L'Aia, 24 dicembre 1998), è stato un velista olandese.

## Palmarès

### Olimpiadi
- 1 medaglia:
  - 1 oro (Berlino 1936 nell'O-Jolle)